# Nové Hutě
Nové Hutě (německy Kaltenbach) jsou obec v okrese Prachatice v Jihočeském kraji. Leží jedenáct kilometrů západně od Vimperka. Obec leží v nadmořské výšce 1 025 metrů na území Chráněné krajinné oblasti Šumava, v údolí Vydřího potoka. V blízkosti obce na úbočí hory Přílba se nachází středisko zimních sportů se čtyřmi lyžařskými vleky. Žije zde 105 obyvatel.

## Historie
První písemná zmínka o obci pochází z roku 1840, kdy byla založena jako sklářská osada. Roku 1881 přešla sklářská huť do vlastnictví firmy Meyr's Neffe bratří Karla a Hugo Králíkových. Sklárna zanikla po roce 1900.
Osídlení bylo v místě rozptýlené a k obci náležely osady a samoty Weiler, Staré Hutě (Althütte nebo Höfe Althütte), Pokovy Hutě (Bockhütte), České Chalupy (Böhmhäuser), Františkov (Franzensthal), Froschau, Granitz, Pláně (Planie) a Neuhütte zvané také Unterkaltenbach.[zdroj?]
V roce 1930 žilo v obci 1406 převážně německy mluvících obyvatel. V současné době slouží většina domů jako chaty, chalupy a pensiony.

## Obyvatelstvo
| Rok            | 1869  | 1880  | 1890  | 1900  | 1910  | 1921  | 1930  | 1950 | 1961 | 1970 | 1980 | 1991 | 2001 | 2011 | 2021 |
| -------------- | ----- | ----- | ----- | ----- | ----- | ----- | ----- | ---- | ---- | ---- | ---- | ---- | ---- | ---- | ---- |
| Počet obyvatel | 1 555 | 1 718 | 1 702 | 2 048 | 1 906 | 1 724 | 1 406 | 95   | 99   | 52   | 70   | 80   | 99   | 80   | 91   |
| Počet domů     | 164   | 179   | 177   | 180   | 186   | 191   | 207   | 206  | 20   | 12   | 21   | 26   | 58   | 76   | 68   |

## Obecní správa
Mezi lety 1869–1960 Nové Hutě byly obcí v okrese Prachatice (1869–1930). V letech 1960–1971 patřily jako část obce k Novému Světu. Od 26. listopadu 1971 do 31. prosince 1991 patřily jako část obce k Borovým Ladům, kdy se konaly obecní volby a od 1. ledna 1992 jsou opět samostatnou obcí.

### Obecní symboly
Znak a vlajka byly obci uděleny rozhodnutím předsedkyně Poslanecké sněmovny Parlamentu České republiky dne 4. října 2012.

## Pamětihodnosti
- Kostel Srdce Ježíšova (kulturní památka ČR, 2. nejvýše položený kostel v České republice)
- Přírodní památka Pasecká slať
- V obci rostou dva památné stromy: Novohuťský klen a Novohuťský modřín

## Významní rodáci
- Wilhelm Kralik von Meyrswalden (1807–1877), německo-český podnikatel ve sklářství
- Otto Herbert Hajek (1927–2005), německý malíř a sochař

## Galerie

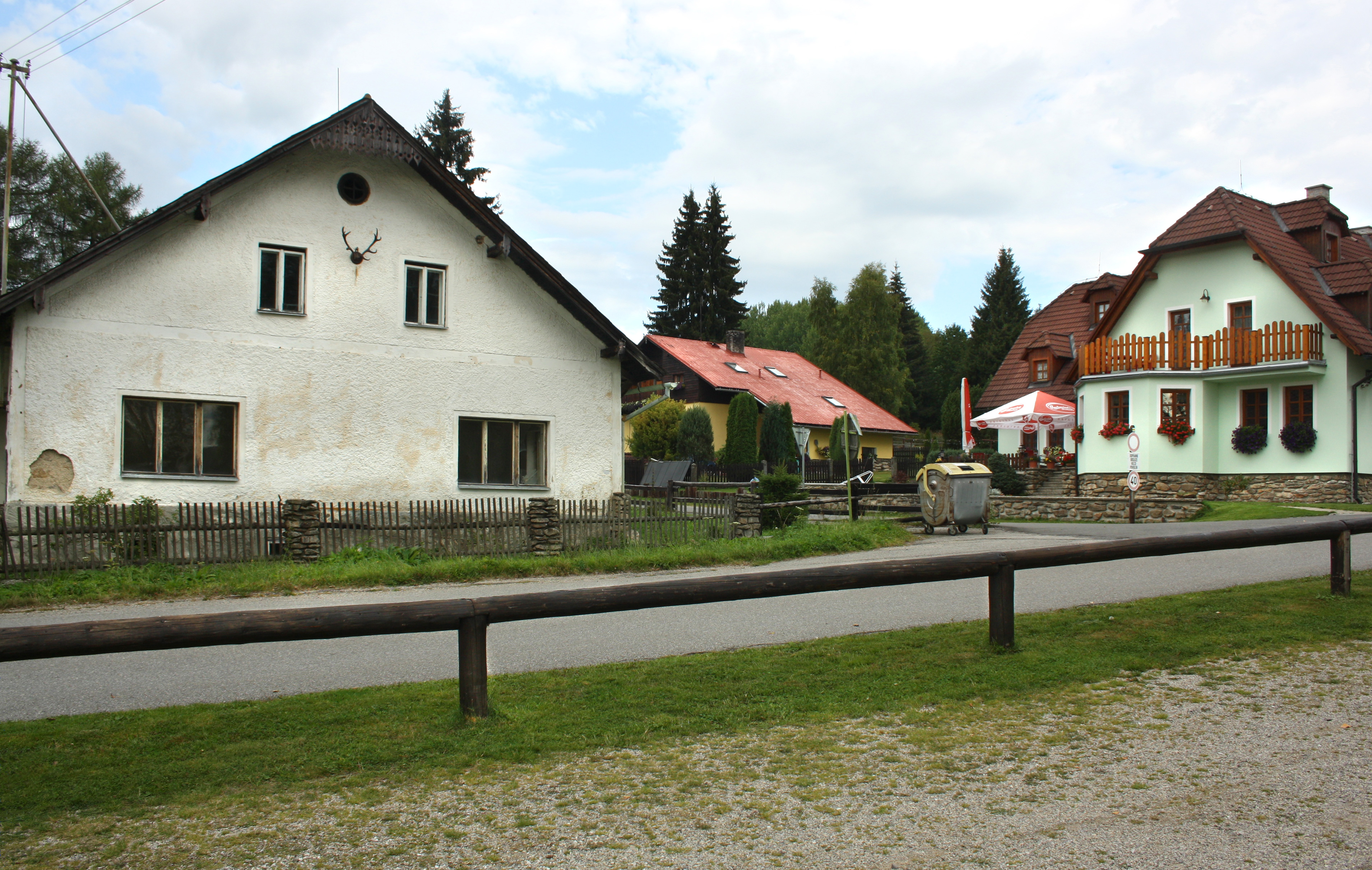
České Chalupy – jižní část obce
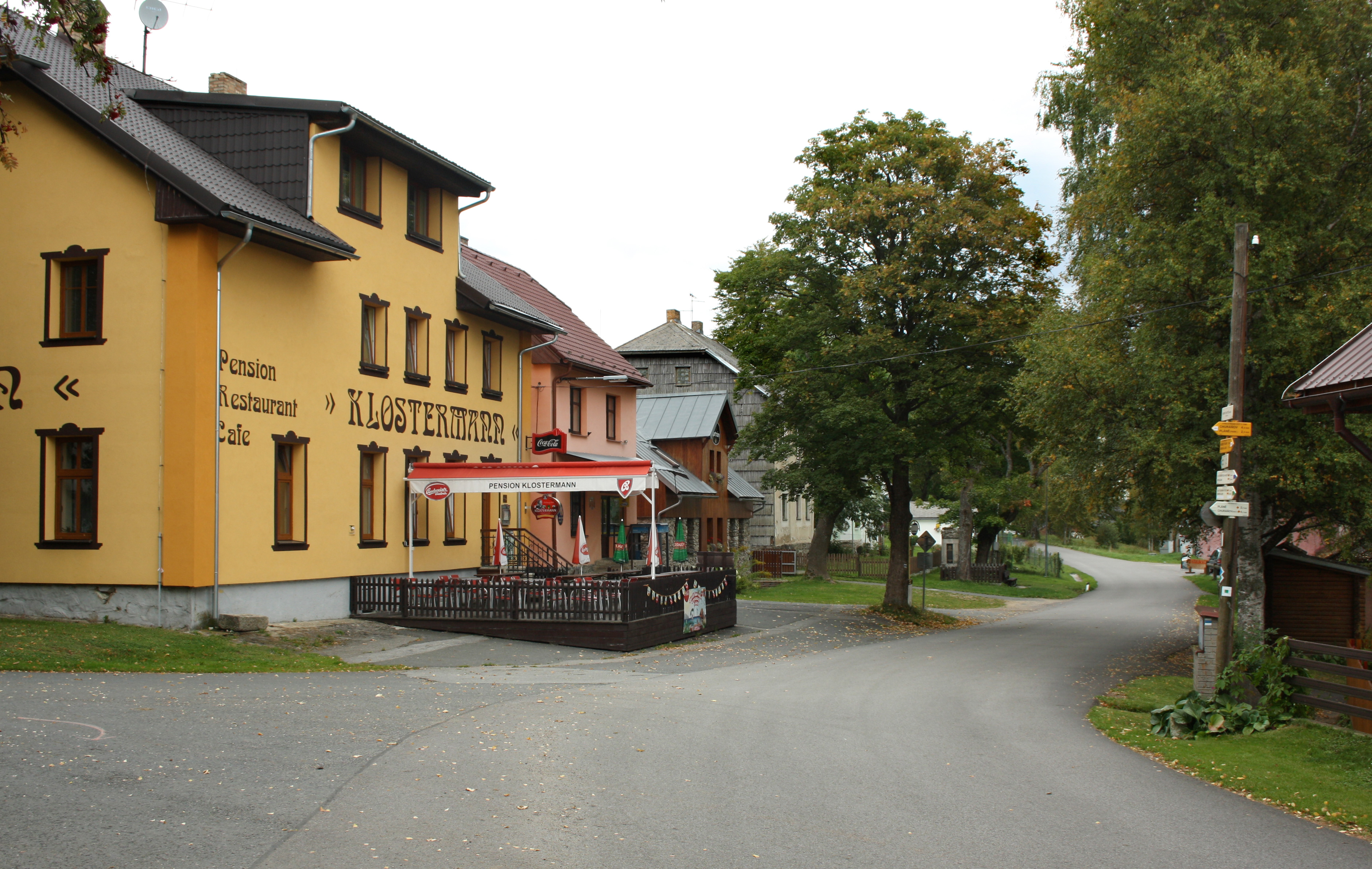
Střed obce